# Krystyna Wilkowska-Chomińska
Krystyna Wanda Wilkowska-Chomińska (ur. 27 września 1920 w Radomsku, zm. 3 stycznia 2003 w Falenicy) – polska muzykolożka.
Razem z mężem Józefem Michałem Chomińskim publikowali wspólne prace z dziedziny teorii i historii muzyki (Formy muzyczne, Historia muzyki, Historia muzyki polskiej). Jej samodzielna działalność skupiała się na twórczości Fryderyka Chopina (w początkowym okresie działalności) oraz polskiej muzyce dawnej.

## Życiorys
Rodzicami Krystyny Wilkowskiej byli Romuald Wilkowski i Eugenia z domu Trusow. Od 1932 do 1937 uczyła się gry na fortepianie w bydgoskim konserwatorium. W 1937 ukończyła Miejskie Żeńskie Katolickie Gimnazjum Humanistyczne w Bydgoszczy. W tym samym roku otrzymała II nagrodę na ogólnopolskim konkursie języka francuskiego organizowanym przez francuski rząd. W latach 1937–1939 w Poznaniu studiowała grę na fortepianie na tamtejszej uczelni muzycznej oraz filologię polską i muzykologię na tamtejszym uniwersytecie. W tym czasie prowadziła audycje muzyczne dla Radia Poznań.
Po wybuchu II wojny światowej, próbując przedostać się z Poznania do Warszawy, została aresztowana i osadzona w obozie w Fordonie, skąd zbiegła na początku 1940. W Warszawie została aresztowana w łapance. Pracowała jako robotnica przymusowa w zakładach lotniczych w Mielcu, skąd zbiegła 15 kwietnia 1940. Po ponownym przedostaniu się do Warszawy uczestniczyła w tajnym nauczaniu oraz uczyła zarobkowo gry na fortepianie. 30 sierpnia 1944 uzyskała absolutorium na Uniwersytecie Ziem Zachodnich. Po wybuchu powstania warszawskiego, od 8 sierpnia do 23 września 1944, była sanitariuszką w szpitalu zorganizowanym w seminarium duchownym przy kościele prokarmelickim na Krakowskim Przedmieściu. W połowie sierpnia służyła również w punkcie ratowniczo-sanitarnym przy ulicy Bednarskiej.
Po upadku powstania prowadziła, do kwietnia 1945, ambulatorium w gminie Radziechowice. Wiosną 1945 została magistrem filozofii Uniwersytetu Poznańskiego w zakresie filologii polskiej (muzykologia jako przedmiot poboczny). Następnie, do października 1948 pracowała w Komisji Programowej Szkolnictwa Muzycznego Ministerstwa Kultury i Sztuki. W 1948 prowadziła w ministerstwie referat ds. naukowych w Departamencie Twórczości Artystycznej. Od 1949 do 1952 była starszą asystentką w Zakładzie Muzykologii Uniwersytetu Warszawskiego. W lutym 1950 z przyczyn zdrowotnych zrezygnowała, podobnie jak jej mąż, z możliwości pracy jako wykładowca w Państwowej Wyższej Szkole Teatralnej w Warszawie.
W latach 50. wyjeżdżała do Francji i Wielkiej Brytanii jako stypendystka. Od 1951 do 1968 była sekretarzem redakcji serii Monumenta Musicae in Polonia. W 1956 została sekretarzem redakcji „Rocznika Chopinowskiego” (pełniła tę funkcję do 1969). W 1964 ukazał się pierwszy tom z serii Monumenta Musicae in Polonia, który zawierał faksymile tabulatury Jana z Lublina w jej opracowaniu. W 1965 uzyskała na poznańskim Uniwersytecie stopień doktora na podstawie pracy „Twórczość Mikołaja z Krakowa”, napisanej pod kierunkiem Włodzimierza Poźniaka, która dwa lata później wydana została przez Polskie Wydawnictwo Muzyczne. W 1978 z własnej inicjatywy zrezygnowała z ujawnienia współautorstwa monografii Chopin wydanej przez PWM pod nazwiskiem jej męża.
Zmarła 3 stycznia 2003 w Falenicy z powodu zawału serca. Pochowana została na cmentarzu w Aleksandrowie.

### Życie prywatne
W dzieciństwie mieszkała w Wołkowysku. Jej ojciec zmarł, kiedy Wilkowska miała 13 lat. 20 sierpnia 1949 we wrocławskim kościele Świętej Rodziny wyszła za mąż za Józefa Michała Chomińskiego. Zamieszkali razem w Wesołej przy ul. Władysława Sikorskiego (ówczesna ul. 15 Grudnia). 24 czerwca 1950 urodziła Michała Marię Chomińskiego. 14 września 1951 urodziła Pawła Krzysztofa Chomińskiego. Obaj synowie studiowali elektronikę na Politechnice Warszawskiej i byli pionierami polskich prac nad EME. 15 maja 1954 w Warszawie zawarła z J.M. Chomińskim małżeństwo cywilne (Chomiński od końca 1948 był w separacji ze swoją pierwszą żoną, Apolonią Haliną Müller-Chomińską; na początku lutego 1952 prosił Sąd Najwyższy o przyśpieszenie rozprawy rozwodowej). W tym samym roku Chomiński dwukrotnie prosił Ministerstwo Kultury i Sztuki o przyznanie mieszkania trzypokojowego, zamiast dotychczas zajmowanego dwupokojowego przy ul. Śmiałej na warszawskim Żoliborzu (powierzchnia pokoi 12 i 19 m²). Małżeństwo Chomińskich liczyło na przydzielenie mieszkania, w które zajmował wcześniej Andrzej Panufnik, zwracając się w tej sprawie o pomoc do przychylnej im Zofii Lissy, licząc na jej protekcję u ministra Włodzimierza Sokorskiego. Przeprowadzka do większego mieszkania przy ul. Żytniej 79 na warszawskiej Woli nastąpiła we wrześniu 1957. W 1968 zamieszkali w domu przy ul. Wyszatyckiej w Falenicy, gdzie mieszkali do śmierci.